# Delme
Delme là một xã trong vùng Grand Est, thuộc tỉnh Moselle, quận Château-Salins, tổng Delme. Tọa độ địa lý của xã là 48° 53' vĩ độ bắc, 06° 23' kinh độ đông. Delme nằm trên độ cao trung bình là 130 mét trên mực nước biển, có điểm thấp nhất là 208 mét và điểm cao nhất là 280 mét. Xã có diện tích 5,09 km², dân số vào thời điểm 1999 là 728 người; mật độ dân số là 143 người/km².

## Thông tin nhân khẩu
| 1962 | 1968 | 1975 | 1982 | 1990 | 1999 |
| ---- | ---- | ---- | ---- | ---- | ---- |
| 612  | 631  | 620  | 698  | 681  | 728  |